# ژوانت
ژوانت (انگلیسی: Joanet؛ زادهٔ ۱ مارس ۱۹۹۹) بازیکن فوتبال اهل گینه استوایی است.
وی همچنین در تیم ملی فوتبال گینه استوایی بازی کرده‌است.